# Zonotrichia capensis
Zonotrichia capensis là một loài chim trong họ Emberizidae.